# William Martin Leake
William Martin Leake (London, 1777. január 14. – Brighton, 1860. január 6.) angol archeológus.

## Élete
Angol katonai szolgálatba lépett és 1804 és 1809 között több diplomatikus küldetést végzett Levantén. 1823-ban alezredesi rangban kilépett a hadseregből és hozzáfogott iratai közrebocsátásához, melyeket mély tanulmány, világos előadás tesz becsesekké.
Fő művei: Travels in the Morea (London, 1830) és Topography of Athens (uo. 1821). Egyéb munkái közül kiemelendők: A tour in Asia minor (uo. 1824); Numismata Hellenica (Cambridge, 1854-59).